# Толванд (озеро)
То́лванд (Толвант) — пресное озеро на Кольском полуострове в центральной части Кандалакшского района Мурманской области России.

## Расположение
Расположено в южной части области в 25 километрах к северу от границы с Карелией. В пяти километрах к северу от озера проходит железная дорога от станции Ручьи до Финляндии.
Относится к бассейну Белого моря, связывается с ним через одноимённую реку. Толванд лежит в холмистой, местами заболоченной местности на высоте 97,8 метров над уровнем моря. Высота окрестных возвышенностей достигает 500 метров, самые крупные из них: Карху (246 м), Кулистундра (369,6 м), Южный Толванд (338,5 м), Северный Толванд (394,5 м), Тюртойва (493,6 м), Южная (199,4 м). Склоны возвышенностей покрыты сосново-еловым лесом с высотой деревьев до 18 метров.
Вокруг Толванда расположено множество других озёр меньших размеров — Нижний Верман, Райтусь (связано с Толвандом короткой протокой), Лебединое Плесо, Лохтъярви, которое по сути является частью Толванда и другие.
В озеро Толванд впадают реки:
- Кети, несущая воды озёр Кети и Хангасъярви;
- Нижний Верман, несущая воды озёр Верхнего Вермана и Нижнего Вермана.

Озеро входит в состав образованного в 1960 году Иовского водохранилища. Стоки Толванда и Тованда были переброшены в водохранилище для увеличения выработки ГЭС.

## Описание
Площадь Толванда — 52,7 км², водосборная площадь — 829 км². Озеро имеет вытянутую с запада на восток узкую форму длиной около 30 километров и шириной от 150 метров в узкой северо-западной части до 2,5-3 километров в центральной и 6 километров в восточной частях. Берега неровные со множеством заливов и мысов.
По всей территории озера разбросано большое количество островов, размеры большинства которых не превышают нескольких десятков метров. Два относительно крупных острова расположены в северо-восточной части озера, один — длиной 2,8 километра и шириной около 500 метров и другой — длиной 1,6 километра и шириной до 900 метров. На последнем из них находится одноимённая с озером гора высотой 115,2 м.
Населённых пунктов на озере нет, ближайшее поселение — ж/д станция Нямозеро, находится в 10 километрах к северо-востоку от Толванда. По проходящей к северу от озера железной дороге находятся заброшенные ныне станции Войта, Верман и Тованд. По восточному берегу Толванда проходит с севера на юг автомобильная дорога Кандалакша-Зареченск, пересекающая небольшой залив озера. В этом месте над озером проходит железобетонный мост длиной 23 метра, шириной 6 метров и грузоподъёмностью 50 тонн. Кроме того, вокруг Толванда пролегает множество зимников.